# Robert Rauschenberg
Robert Milton Ernest Rauschenberg (Port Arthur, 22 d'octubre de 1925 – Captiva Island, Florida, 12 de maig de 2008) fou un pintor i artista estatunidenc, que va adquirir certa notorietat el 1950 en la transició des de l'expressionisme abstracte a l'art pop, del qual era un dels principals representants al seu país.
Rauschenberg es va fer famós amb les seves Combines de 1950, en les quals va emprar materials no tradicionals i objectes diferents d'una manera innovadora per l'època.
Si bé les Combines eren alhora pintura i escultura, Rauschenberg també va treballar amb fotografia, gravat, paper i performances.
El 1953, Rauschenberg va atordir el món de l'art esborrant un dibuix de De Kooning. El 1964, va ser el primer artista nord-americà a guanyar el Gran Premi en la Biennal de Venècia (Mark Tobey i James Whistler havien guanyat el Premi de Pintura). Des de llavors va gaudir d'un cert grau de suport institucional. El 1998 va guanyar el Praemium Imperiale de pintura. Darrerament vivia i treballava entre Nova York i Captiva Island (Florida), on va morir d'un atac de cor el 2008.

## Biografia
Robert Rauschenberg estudià al Kansas City Art Institute i a l'Académie Julian a París, França, abans d'inscriure's al llegendari Black Mountain College a Carolina del Nord el 1948. Els seus avantpassats eren alemanys i xerokees.
Rauschenberg conegué la pintora Susan Weil quan ambdós eren estudiants a l'Académie Julian de París, i el 1948 varen decidir d'inscriure's al Black Mountain College de Carolina del Nord per estudiar amb Josef Albers. Entre el 1949 i el 1952 Rauschenberg estudià a l'Art Students League of New York, on conegué Knox Martin i Cy Twombly. Robert Rauschenberg i Susan Weil es casaren l'estiu del 1950. El seu fill Christopher nasqué el 16 de juliol del 1951, i es varen separar el juny del 1952.
Al Black Mountain el seu instructor de pintura fou Josef Albers, figura reconeguda de la Bauhaus. La seva estricta disciplina i el seu sentit del mètode varen inspirar Rauschenberg -tal com va dir- a fer «exactament el contrari» del que Albers li havia ensenyat.
El compositor John Cage, amb la seva música de l'atzar i els sons trobats que encaixaven perfectament amb la personalitat de Rauschenberg, també era un membre de la Black Mountain. Les Pintures Blanques produïdes per Rauschenberg a la Black Mountain el 1951, encara que no continguin imatges, són conegudes perquè són tan excepcionalment blanques i reflectores que llurs superfícies responen i canvien en simpatia amb les condicions de l'ambient en el qual són exposades, «de manera que gairebé pots dir quanta gent hi ha a la sala», tal com Rauschenberg comentà una vegada. Diuen que les Pintures Blanques van influir directament Cage en la composició -un any després- de la seva peça totalment «silenciosa» 4´33´´.

Riding Bikes, Berlín, 1988

El 1952, Rauschenberg començà les sèries de les Pintures Negres i les Pintures Vermelles, en les quals combinà grans superfícies de color tractades expressionísticament amb collages i objectes trobats enganxats al suport. Amb aquestes Pintures combinades (Combine Paintings) arribà a trencar els límits tradicionals entre pintura i escultura, fins al punt que un pintor expressionista abstracte va arribar a dir que «Si això és art modern, jo plego!». Les Combines de Rauschenberg serviren d'inspiració per a una generació d'artistes que cercaven alternatives als mitjans artístics tradicionals.
L'actitud de Rauschenberg sovint fou qualificada de «neodadaista», una etiqueta que compartí amb el pintor Jasper Johns, bon amic seu. La coneguda frase de Rauschenberg, segons la qual volia treballar «en el buit entre l'art i la vida», suggerí un qüestionament de la distinció entre objectes artístics i objectes quotidians, que recordaven els temes plantejats per l'obra Font del pioner del moviment dadà, Marcel Duchamp. Les pintures que Jasper Johns va fer de números, banderes, etc. reprenien el missatge de Duchamp sobre el paper de l'observador en la creació del significat de l'art.
El 1961 Rauschenberg va fer un pas en el que podria considerar-se la direcció contrària, defensant el paper del «creador» en la creació del significat de l'art. Fou convidat a participar en una exposició a la Galeria Iris Clert, on els artistes havien de crear i exhibir un retrat del propietari, Iris Clert. L'obra de Rauschenberg consistí en un telegrama enviat a la galeria, que deia el següent: «Aquest és un retrat d'Iris Clert si jo ho dic».
El 1962 les pintures de Rauschenberg començaven a incorporar no només objectes trobats, sinó també imatges trobades: fotografies transferides al llenç mitjançant serigrafia. La serigrafia, fins llavors només usada per a aplicacions comercials, permeté que Rauschenberg tractés la reproductibilitat múltiple d'imatges, amb el canvi en l'experiència que això implica. En aquest aspecte, la seva obra fou contemporània a la d'Andy Warhol, i tant Rauschenberg com Johns foren qualificats com a capdavanters del Pop Art americà.
El 1966, Billy Klüver i Rauschenberg van fer el llançament oficial de l'Experiments in Art and Technology (EAT), una organització sense ànim de lucre creada per promoure la col·laboració entre artistes i enginyers.
A més de dedicar-se a la pintura i l'escultura, la llarga carrera de Rauschenberg inclou contribucions significatives a l'estampació i la performance. Guanyà un Grammy pel disseny de l'àlbum Speaking in Tongues dels Talking Heads.
L'any 2006 es vengué a Christie's una obra de Robert Rauschenberg en paper per 1.360.000 dòlars. L'obra, de nom Cage, fou dedicada a John Cage.
Rauschemberg col·laborà amb la revista tridimensional Aspen.